# Jerzy Rudlicki
Jerzy Stanisław Rudlicki (né le 14 mars 1893 à Odessa - mort le 18 août 1977) est un pilote et ingénieur aéronautique polonais.

## Biographie

### Jeunesse et Première Guerre mondiale
Rudlicki commence son aventure avec l'aviation en 1909, l'année pendant laquelle il effectue ses premiers vols à voile. Entre 1909 et 1911 il construit sept planeurs, ses travaux sont couronnés par un diplôme avec les honneurs de l'École polytechnique d'Odessa. Pendant la Grande Guerre il sert dans l'Armée de l'air impériale russe pour passer en 1917 dans l'Armée bleue en France. En 1920 il prend part à la guerre polono-soviétique, l'année suivante il est décoré de la Croix de la valeur.

### L'Entre-deux-guerres
Dans les années 1921 - 1922, Rudlicki complète ses études à l'École supérieure d'aéronautique et de constructions mécaniques où il obtient son diplôme d'ingénieur. Durant les trois années qui suivent, il occupe le poste de chef de laboratoire expérimental de l'Institut d'aviation à Varsovie. En 1926 il devient ingénieur en chef chez Plage et Laskiewicz, société de construction aéronautique située à Lublin. Sous sa direction onze prototypes d'avion sont construits, leurs noms commencent par la lettre R, première lettre du nom du constructeur. Parmi ces modèles se trouvent des avions de reconnaissance : R VII, R X et R XII et le bombardier-torpilleur R IX. Entre les deux guerres Rudlicki met au point le premier train d'atterrissage rétractable polonais. Entre 1928 et 1931, il invente l'empennage en V, breveté en 1930 (brevet numéro 15938), cette invention est testée d'abord sur le Lublin R-XIII puis sur le Hanriot HD. 28. Le F-117 est un des avions les plus remarquables, équipé de l'empennage en V.

### Seconde Guerre mondiale
Après la campagne de Pologne, Rudlicki s'installe en France et commence à travailler chez SNCASO où il répare et modernise 200 avions, avec l'aide de ses 74 anciens collègues. Après la bataille de France, Rudlicki et ses collègues gagnent l'Angleterre. En 1943, il entre chez Lockheed près de Belfast où il construit la version améliorée de l'éjecteur de bombes de Świątecki. Cette construction est destinée au bombardier B 17.

### Après la guerre
Après la fin des hostilités, Rudlicki part aux États-Unis et continue sa carrière chez Republic Aviation Company. Il y construit une tuyère d'éjection contrôlée pour le turboréacteur General Electric J85 ce qui permet de dévier la poussée du moteur d'un avion à décollage vertical. Il décide de prendre sa retraite après avoir travaillé 16 ans pour Republic Aviation Company.
Jerzy Stanisław Rudlicki meurt le 18 août 1977 à l'âge de 84 ans.

## Décorations
- Croix de la Valeur polonaise
- Croix d'or du mérite
- Légion d'honneur[7].

## Source de la traduction
- (pl)/(en) Cet article est partiellement ou en totalité issu des articles intitulés en polonais « Jerzy Rudlicki » (voir la liste des auteurs) et en anglais « Jerzy Rudlicki » (voir la liste des auteurs).